# Helmut Pampuch
Helmut Pampuch (* 30. Januar 1940 in Großmahlendorf, Oberschlesien; † 20. März 2008) war ein deutscher Opernsänger (Tenorbuffo).

## Leben
Er studierte am Nürnberger Konservatorium bei Willi Domgraf-Fassbaender. Sein erstes Engagement erhielt er 1963 in Regensburg. Nach Braunschweig, Saarbrücken, Wiesbaden gehörte er von 1973 bis 2005 dem Ensemble der Deutschen Oper am Rhein in Düsseldorf an, wo er zahlreiche Rollen des Buffofachs verkörperte, wie den Dr. Blind in der Fledermaus. Seine bekannteste Rolle war die des Mime in Richard Wagners Opernzyklus Der Ring des Nibelungen, insbesondere ab 1978 in Patrice Chéreaus Jahrhundertring-Inszenierung bei den Bayreuther Festspielen, die 1976 Premiere hatte. Am 18. August 2007 verlieh die Rheinoper Düsseldorf ihrem langjährigen Ensemblemitglied Helmut Pampuch die Ehrenmitgliedschaft ihres Hauses.